# Фахурдинов, Фатых Адиулович
Фатых Адиулович Фахурдинов, варианты Фатых Адиуллович Фархутдинов, Фатых Аямулович Фахурдинов (3 января 1935, Балахна, Горьковская область, СССР) — советский футболист, нападающий.

## Биография
С 12 лет занимался футболом в родной Балахне. В командах мастеров дебютировал в 1954 году — 2 июля провёл единственный матч в составе ленинградского «Зенита»: отыграл первый тайм против минского «Спартака» в домашней встрече (0:2). В 1955 году сыграл 27 матчей, забил 6 голов за «Торпедо» Горький. В 1957—1958 годах был в составе ЦСК МО — в октябре 1957 выходил на замену в домашних матчах с «Зенитом» (3:1) и московским «Локомотивом» (1:4), в начале следующего сезона в гостевых матчах против «Динамо» Тбилиси (1:2) и «Шахтёр» Сталино (2:1) заменялся по ходу встречи. В 1958 году вернулся в горьковское «Торпедо», откуда в ходе сезона 1960 года перешёл в московский «Локомотив». В октябре 1960 года провёл два встречи — в гостевой игре с московским «Динамо» (0:1) был заменён на 80 минуте, в домашней игре с ЦСКА (1:2) забил гол на 68 минуте, в 1961 году сыграл пять матчей. В 1962 году играл за дубль куйбышевских «Крыльев Советов», в 1965 — за «Химик» Салават.